# Холт (тауншип, округ Филмор, Миннесота)
Холт (англ. Holt) — тауншип в округе Филмор, Миннесота, США. На 2000 год его население составило 307 человек.

## География
По данным Бюро переписи населения США площадь тауншипа составляет 85,4 км², из которых 84,9 км² занимает суша, а 0,5 км² — вода (0,55 %).

## Демография
По данным переписи населения 2000 года здесь находились 307 человек, 118 домохозяйств и 88 семей.  Плотность населения —  3,6 чел./км².  На территории тауншипа расположено 136 построек со средней плотностью 1,6 построек на один квадратный километр. Расовый состав населения: 99,35 % белых и 0,65 % приходится на две или более других рас.
Из 118 домохозяйств в 28,0 % воспитывались дети до 18 лет, в 70,3 % проживали супружеские пары, в 2,5 % проживали незамужние женщины и в 24,6 % домохозяйств проживали несемейные люди. 17,8 % домохозяйств состояли из одного человека, при том 11,0 % из — одиноких пожилых людей старше 65 лет. Средний размер домохозяйства — 2,60, а семьи — 2,92 человека.
24,4 % населения — младше 18 лет, 6,2 % — в возрасте от 18 до 24 лет, 23,8 % — от 25 до 44, 30,3 % — от 45 до 64, и 15,3 % — старше 65 лет. Средний возраст — 43 года. На каждые 100 женщин приходилось 114,7 мужчин.  На каждые 100 женщин старше 18 приходилось 114,8 мужчин.
Средний годовой доход домохозяйства составлял 37 083 доллара, а средний годовой доход семьи —  39 167 долларов. Средний доход мужчин —  25 875  долларов, в то время как у женщин — 20 417. Доход на душу населения составил 16 113 долларов. За чертой бедности находились 12,8 % семей и 13,8 % всего населения тауншипа, из которых 23,5 % младше 18 лет.